# Hamerkophamerhaai
De hamerkophamerhaai (Sphyrna corona) is een vis uit de familie van hamerhaaien (Sphyrnidae), orde roofhaaien (Carcharhiniformes), die voorkomt in het oosten en het zuidoosten van de Grote Oceaan.

## Beschrijving
De hamerkophamerhaai kan een lengte bereiken van 92 centimeter.

## Leefwijze
De hamerkophamerhaai is een zoutwatervis die voorkomt in een tropisch klimaat. 